# Juan Bufill Soler
Juan Bufill Soler (Barcelona, 1955) és un polifacètic periodista cultural i cineasta català, que cultiva també la poesia i fotografia, a més de ser guionista.
Ha treballat de crític de cinema i de música, destacant sobretot la seva longeva etapa com a periodista i crític d'art pel diari La Vanguardia.
Com a guionista de còmic ha col·laborat amb dibuixants com Pere Joan i Guillem Cifré.

## Obra
Còmic
- 1990 - Mi cabeza bajo el mar. Editorial Complot. Col·lecció La exploración nr. 1. Com a coguionista juntament amb Emilio Manzano i Pere Joan. Dibuixos de Pere Joan.[1]

Poesia
- 1992 - Subespecies humanas (Península)
- 2014 - Antinaufragios (Vaso Roto)

## Exposicions comissariades
- 1984 - Tintín a Barcelona (Fundació Joan Miró). Exposició sobre el popular personatge de còmic creat per Hergé.
- 1989 - La nova Historieta. Trenta dibuixants (Ficomic).
- 1992 - Pere Joan (Ajuntament de Palma / Ficomic). Exposició sobre el dibuixant de còmics Pere Joan.